# Boissy-le-Bois
Boissy-le-Bois foi uma comuna francesa na região administrativa de Altos da França, no departamento de Oise. Estendia-se por uma área de 6,04 km². Em 2010 a comuna tinha 192 habitantes (densidade: 31,8 hab./km²).
Em 1 de janeiro de 2019, passou a formar parte da nova comuna de La Corne-en-Vexin.